# كارلينس أركوس
كارلينس أركوس (بالفرنسية: Carlens Arcus) (28 يونيو 1996 ببورت أو برانس في هايتي - ) هو لاعب كرة قدم هايتي في مركز الدفاع. شارك مع منتخب هايتي لكرة القدم. أما مع النوادي، فقد لعب مع نادي تروا وRacing CH ‏.

## وصلات خارجية
- كارلينس أركوس على موقع قاعدة بيانات كرة القدم.إي يو (الإنجليزية)
- كارلينس أركوس على موقع ليكيب (الفرنسية)
- كارلينس أركوس على موقع ناشيونال فوتبول تيمز (الإنجليزية)
- كارلينس أركوس على موقع Soccerway.com (الإنجليزية)
- كارلينس أركوس على موقع عالم كرة القدم.نت (الإنجليزية)
- كارلينس أركوس على موقع AS.com (الإسبانية)